# 山口市阿東生活バス
山口市阿東生活バス（やまぐちしあとうせいかつバス）は、山口県山口市の旧阿東町域にて運行しているコミュニティバスである。

## 概要

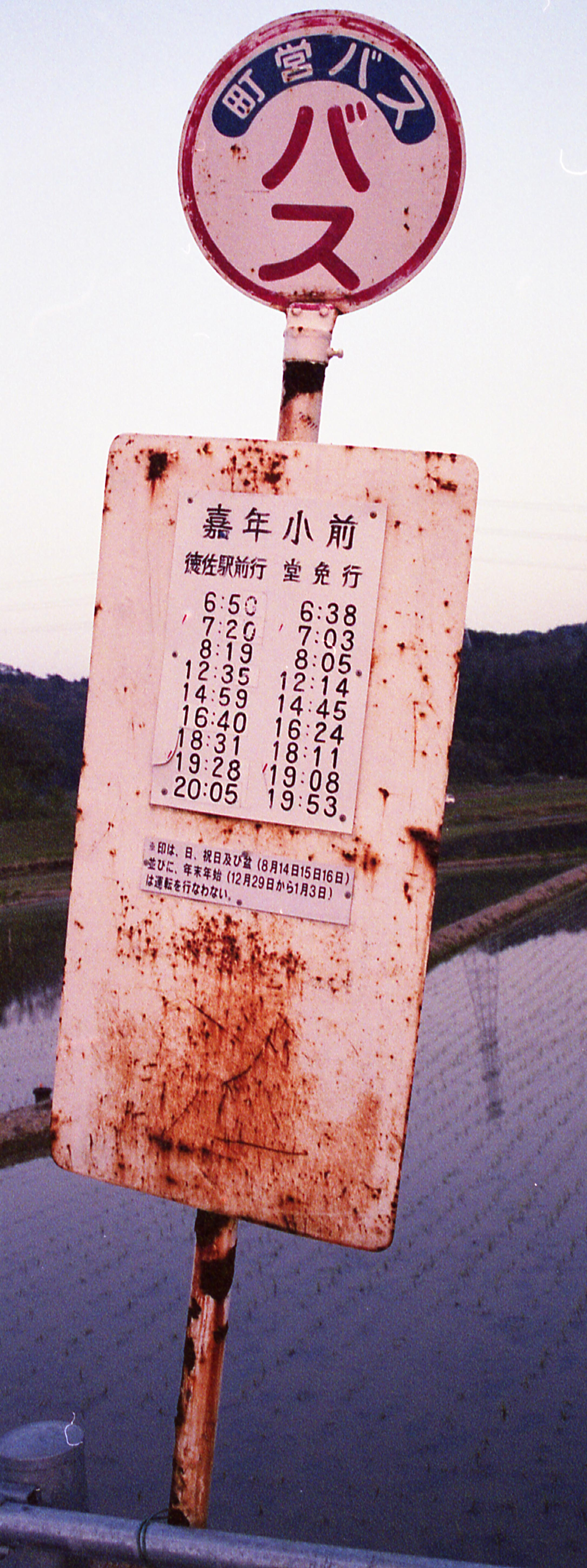
阿東町営バス当時のバス停

- 合併前の阿東町により阿東町福祉バス（以前は阿東町営バス）として運行していたのを、山口市が引き継いだものである。
- 運賃は1回利用200円（中学生以上）、小学生や70歳以上の高齢者は100円で、小学生未満や障害者及びその介護者は無料。
  - 小学生に限り、1ヶ月用で3,000円の定期券がある。
- 年末年始（12月29日～1月3日）は全線運休。
- 道路運送法の規定に基づく自家用自動車（白ナンバー車）による有償運送として運行される路線と、地元のタクシー事業者に委託する乗合タクシーとして運行される路線がある。[1]

徳佐嘉年線、徳佐生雲線 - 80条バスによる運行
徳佐東側線、徳佐西側線 - 徳佐タクシー委託の乗合タクシーによる運行
蔵目喜線、地福徳地線、地福篠生線 - 地福タクシー委託の乗合タクシーによる運行

## 沿革
- 2010年1月16日 - 阿東町の山口市への合併により、山口市に引き継がれ、山口市阿東生活バスとなる。

## 路線
以下の路線がある。　※2010年4月1日現在、（）内は不経由便あり
徳佐嘉年線
- 徳佐駅前（ - 阿東東中前） - 下市 - 坂田（ - 神角） - 迫田 - 市場下 - 嘉年小前 - 堂免（ - 開籠）

徳佐生雲線
- 田野上 - 矢柱 - 法田寺橋 - 生雲 - 岩郷 - 柳ヶ瀬
  - 日曜日は運休。

徳佐東側線
- 徳佐駅前 - 中市 - 御所河内 - 領家下 - 上半久 - 下山畠田
  - 火曜・金曜のみの運行（祝日に当たる場合前後の平日にシフト）。

徳佐西側線
- 徳佐駅前 - 中市 - 羽波 - 宇津根上 - 水戸 - 野坂
  - 火曜・金曜のみの運行（祝日に当たる場合前後の平日にシフト）。

蔵目喜線
野地大山ブロック
- 生雲公民館前 - 成谷 - 赤釜上 - 野地

白井谷須の原ブロック
- 生雲公民館前 - 銅 - 須の原上 - 白井谷
  - いずれも火曜・金曜のみの運行（祝日に当たる場合前後の平日にシフト）。

地福徳地線
- 地福駅前 - 地福市 - 八幡原 - 清丸 - 学校前 - 笹ヶ瀧
  - 月曜・水曜・金曜のみの運行（祝日に当たる場合前後の平日にシフト）。

地福篠生線
- 地福駅前 - 地福市 - 名草 - 三谷駅前 - 渡川 - 築地 - 御堂原 - 細野 - 田代 - 中郷 - 見附上 - 文殊上
  - 月曜・木曜のみの運行（祝日に当たる場合前後の平日にシフト）。

## 車両
- 80条バス路線はマイクロバスを、乗合タクシー路線はジャンボタクシーを使用している。

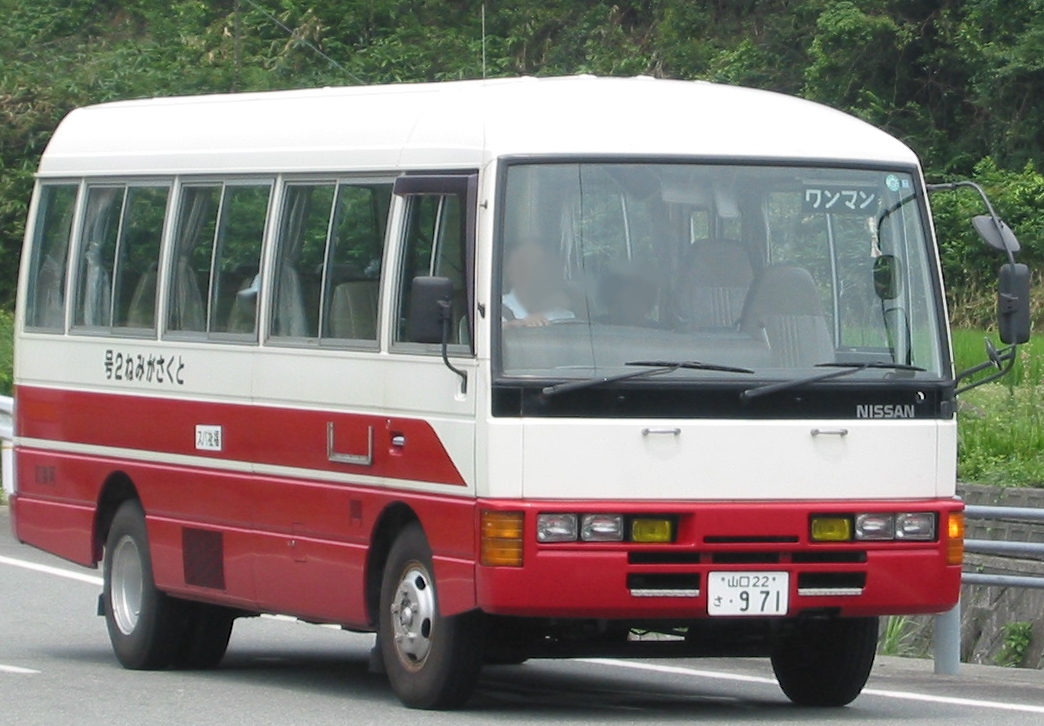
徳佐嘉年線の車両 （阿東町福祉バス当時、2005年）
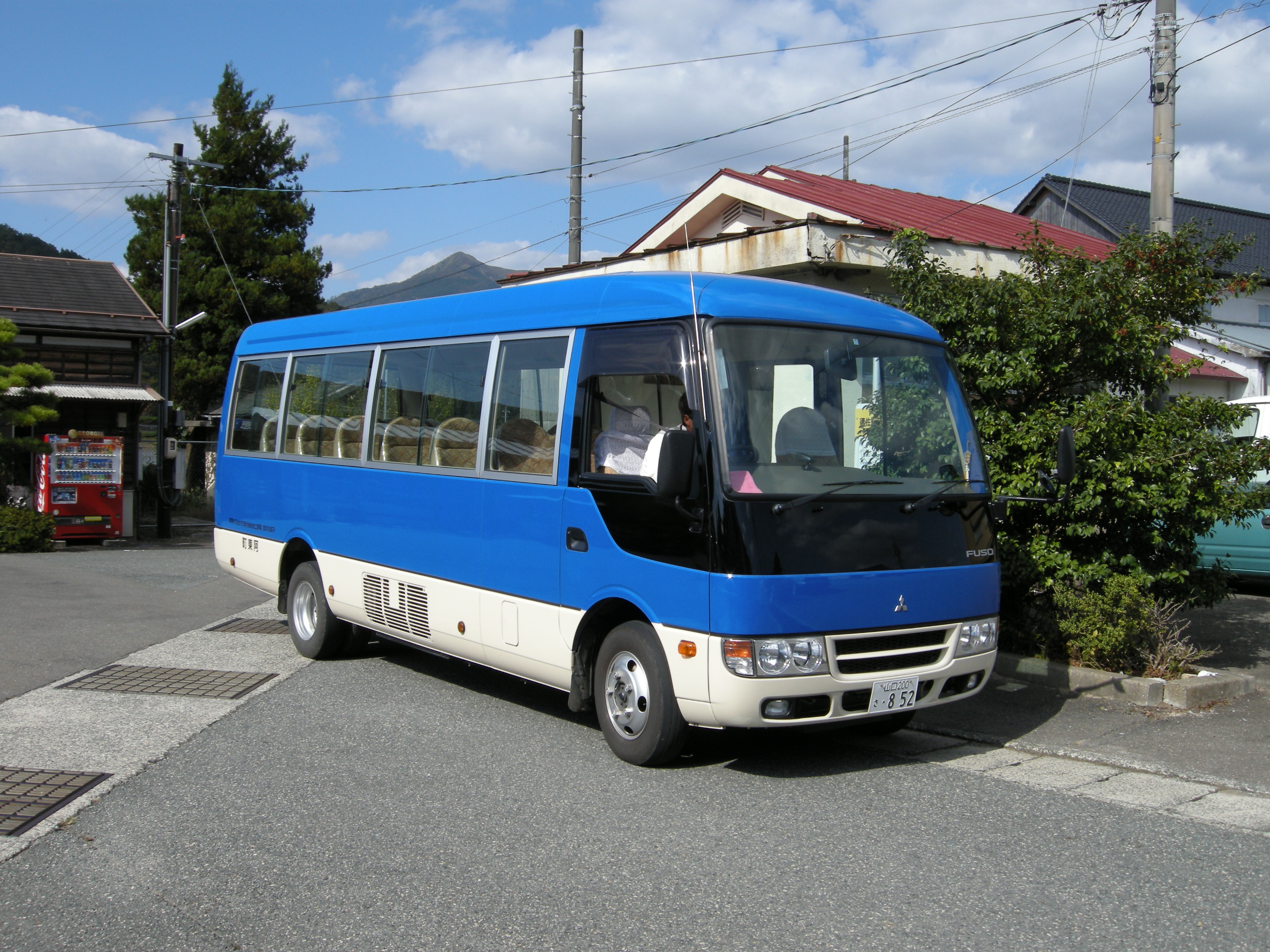
徳佐嘉年線の車両 （阿東町福祉バス当時、2008年）
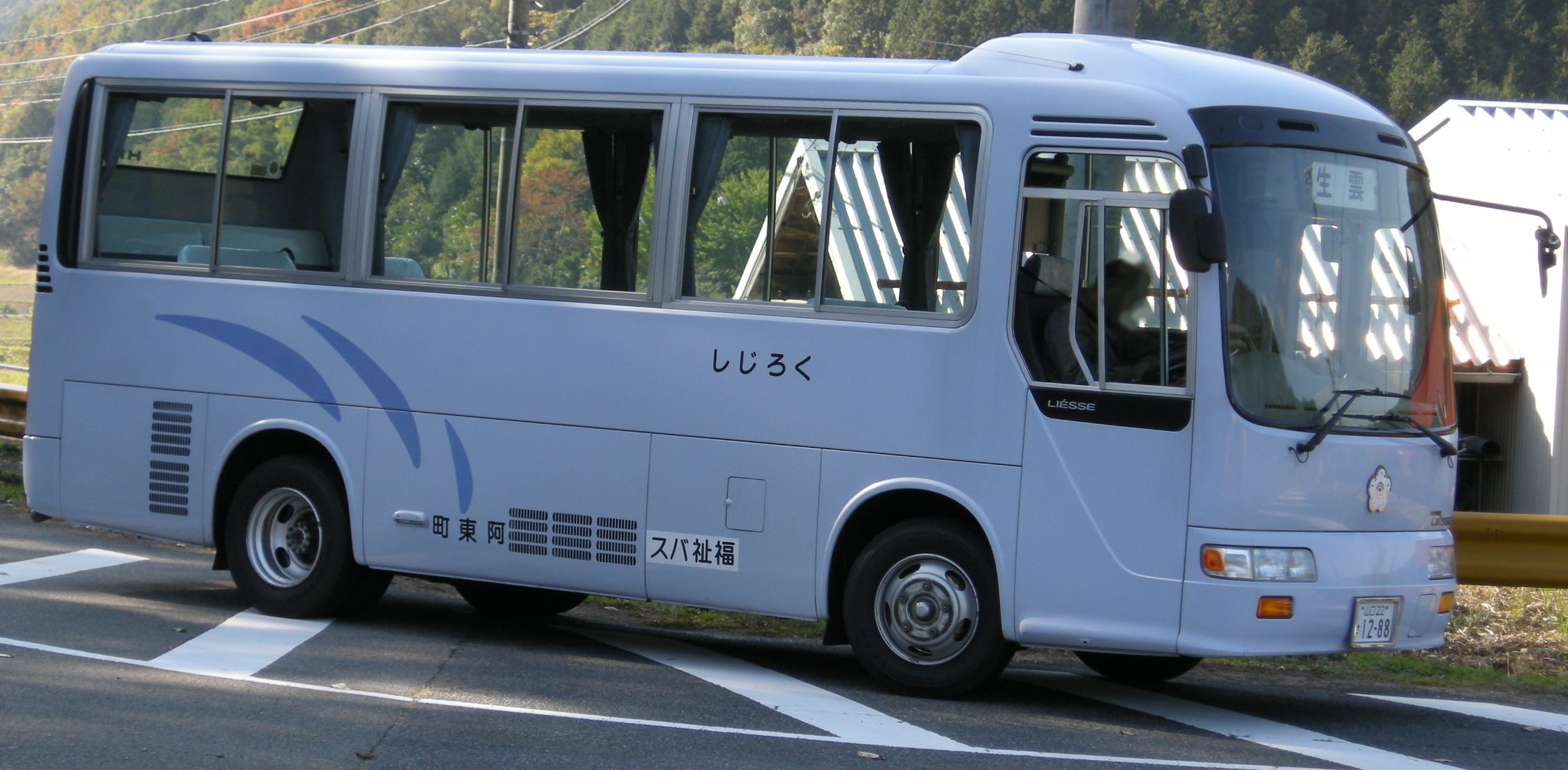
徳佐生雲線の車両 （阿東町福祉バス当時、2008年）
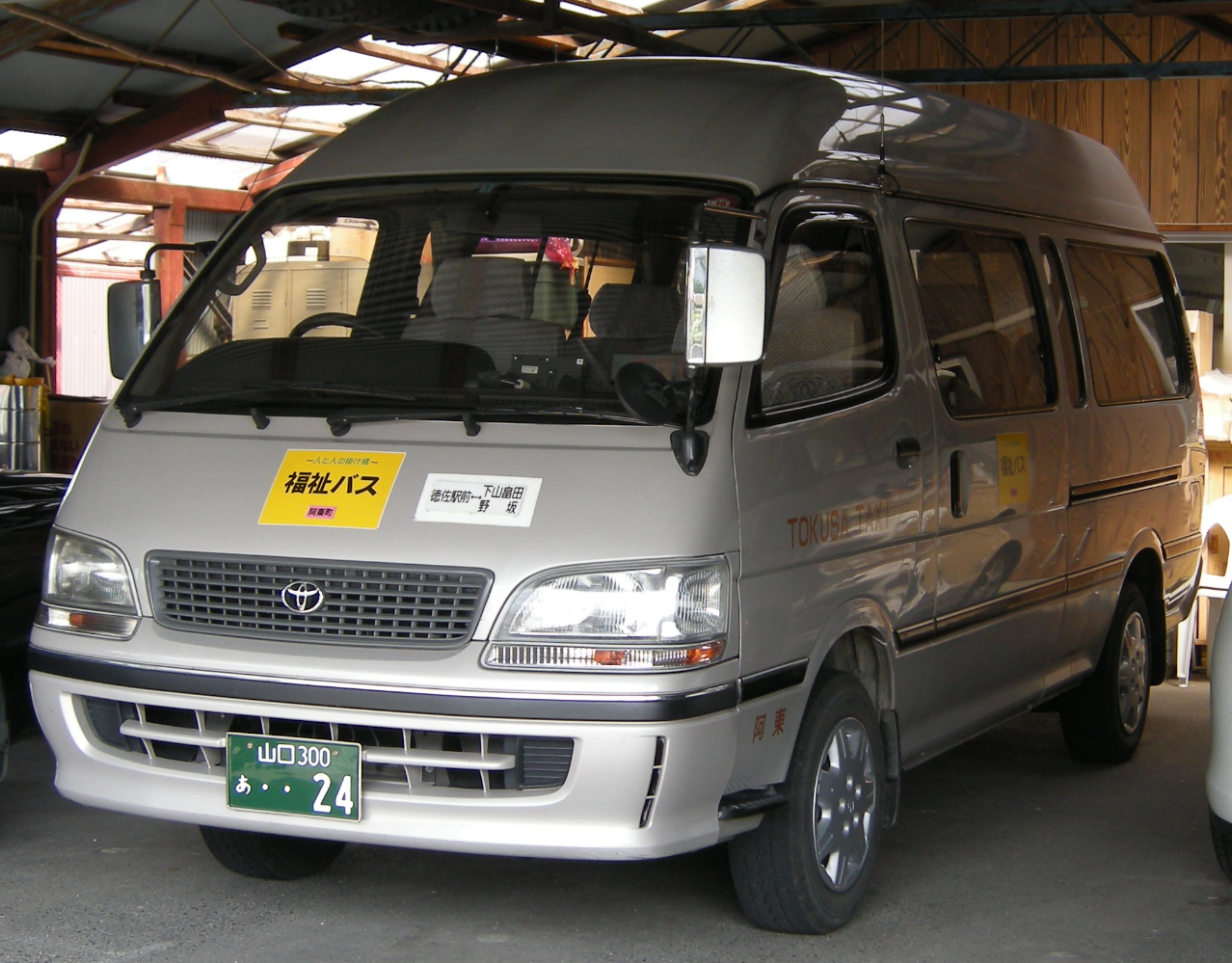
徳佐タクシーの車両 （阿東町福祉バス当時、2008年）